# 乔治·基亚瓦奇
乔治·基亚瓦奇（義大利語：Giorgio Chiavacci，1899年7月3日—1969年3月4日），意大利前男子击剑运动员。他曾获得1928年夏季奥运会男子花剑团体金牌，他也参加了1924年夏季奥运会。